# Conistra lusitanica
Conistra lusitanica är en fjärilsart som beskrevs av Arnold Spuler 1907. Conistra lusitanica ingår i släktet Conistra och familjen nattflyn. Inga underarter finns listade i Catalogue of Life.